# Chandler Catanzaro
Pour les articles homonymes, voir Catanzaro (homonymie).
(en) Statistiques sur pro-football-reference
Chandler Catanzaro (né le 26 février 1991 à Greenvillee en Caroline du Sud) est un joueur de football américain évoluant au poste de kicker.

## Biographie
Il a joué avec les Tigers de l'Université de Clemson de 2010 à 2013. Non sélectionné par une équipe lors de la draft 2014 de la NFL, il signe avec les Cardinals de l'Arizona en mai 2014. En compétition avec Jay Feely pour le poste de kicker dans l'équipe, il gagne une place dans l'équipe dès le début de la saison. 
Il signe en mars 2017 avec les Jets de New York. En mars 2018, il signe un contrat de trois ans avec les Buccaneers de Tampa Bay. Le 12 novembre 2018, il est libéré par les Buccaneers. Durant la même saison, le 7 décembre, il signe avec les Panthers de la Caroline pour remplacer Graham Gano qui est blessé.

## Statistiques
| Année  | Équipe     | MJ     |        | Field goals | Field goals | Field goals | Field goals |         | Extra Points | Extra Points | Extra Points |      | Punt | Punt | Punt |
| Année  | Équipe     | MJ     | Tentés | Réussis     | %           | Long        | Tentés      | Réussis | %            | Tentés       | Yards        | Moy. |      |      |      |
| 2014   | Cardinals  | 16     | 33     | 29          | 87,9        | 51          | 27          | 27      | 100          |              |              |      |      |      |      |
| 2015   | Cardinals  | 16     | 31     | 28          | 90,3        | 47          | 58          | 53      | 91,4         |              |              |      |      |      |      |
| 2016   | Cardinals  | 16     | 28     | 21          | 75          | 60          | 47          | 43      | 91,5         | 2            | 66           | 33   |      |      |      |
| 2017   | Jets       | 16     | 30     | 25          | 83,3        | 57          | 29          | 29      | 100          |              |              |      |      |      |      |
| 2018   | Buccaneers | 9      | 15     | 11          | 73,3        |             | 27          | 23      | 85,2         |              |              |      |      |      |      |
| 2018   | Panthers   | 4      | 5      | 5           | 100         |             | 8           | 7       | 87,5         |              |              |      |      |      |      |
| Totaux | Totaux     | Totaux | 142    | 119         | 83,8        | 60          | 196         | 182     | 92,9         | 2            | 66           | 33   |      |      |      |